# Битва при Нересгейме
Битва при Нересгейме (фр. Bataille de Neresheim) — сражение 11 августа 1796 года между французской Рейнско — Мозельской армией генерала Жана Виктора Моро и австрийскими войсками эрцгерцога Карла у местечка Нересгейм в Германии в кампанию 1796 года во время войны первой коалиции. Эрцгерцогу Карлу не удалось отбросить французские войска с позиции у Нересгейма и пришлось на следующий день после сражения начать отступление за Дунай.

## Перед сражением
После оставления Штутгарта поредевшая австрийская армия в начале августа достигла Дуная, где она была подкреплена переброшенными из-за реки войсками и к 10 августа насчитывала около 40 тысяч штыков и сабель. Правое крыло армии (4600) располагалось у Нёрдлингена, центр (14000) между Амердингеном и Форххаймом, левое крыло (9600) — у Гохштедта. 7800 резерва стояли у Мендингена. Корпус Фрёлиха (12800) подходил к Гинцбургу и Крумбаху. С этими силами эрцгерцог Карл решил атаковать французов, чтобы потом обеспечить себе беспрепятственное отступление за Дунай. Карл планировал нанести главный удар по французскому центру с обходом фланговыми колоннами.
К этому времени наступающая армия Моро был рассредоточена по широкому фронту в 25 миль. Его центр (16000), под командованием Сен-Сира, находился в Дунстелкингене, в пяти милях к востоку от Нересгейма. Слева от него, за пять миль к северу, между Нересгеймом и Уменгеймом, был Дезе (6000) с одной дивизией и резервной конницей. Генерал Дельма (7000) стоял у Бопфингена. Правый фланг Сен-Сира находился в трёх милях к юго-западу от Дюнстелкингена, у Дишингена, и был под командой Лекурба. В десяти милях южнее, в Мёдлингене, недалеко от Дуная был Дюэм с 5 тысячами.

## Ход сражения
Австрийские войска были готовы к наступлению в полночь, но проливные дожди замедлили движение нескольких штурмовых колонн. Внезапное наступление австрийцев на рассвете 11 августа на центр французской армии привело к дезорганизации частей Сен-Сира. Разбитая австрийской кавалерией бригада Ламбера в беспорядке покинула Хофен, четыре полка кавалерии Нансути в панике оставили Эслинген, бросив там свою пехоту без поддержки. Тем не менее бригада Лароша в порядке отошла от Остерхофена к Дунстелкингену, где Сен-Сир развернул девять батальонов и 16 эскадронов, оставив три батальона Лекурба для защиты своего правого тыла в Дишингене. Командующий французской армией перебросил дивизию Бурсье для поддержки Сен-Сира.
В 9 утра австрийцы атаковали эту позицию силами 8 батальонов, но были отбиты. По приказу эрцгерцога артиллерия подожгла Дунстелкинген, но на самом деле это помешало австрийцам продвинуться вперёд, как и попытка обойти через Дишинген.
В 11 часов австрийцы произвели вторую атаку на центр французской позиции, отбитую артиллерийским и ружейным огнём. Французская кавалерия, выскакивая через интервалы пехоты, провела несколько контратак. Австрийцы были вынуждены отступить к Эклингену.
В два часа дня последовала третья атака, также закончившаяся неудачей. Бой в центре позиции перешёл в постепенно ослабевающую канонаду.
На правом фланге австрийского наступления Готце захватил Кёсинген, потеря которого пробила брешь между левым флангом и центром французов, но австрийцы не смогли воспользоваться своим успехом, так как оказались перед новой французской линией на возвышенности между ним и Нересгеймом. Дельма покинул Бопфинген и со своей конницей двинулся к Швайндорфу, куда Дезе перебросил также дивизию Бопюи. Они отбросили австрийцев. Севернее генерал Газан заставил правое крыло Готце отступить к Швайндорфу.
На левом фланге австрийского наступления фельдмаршал-лейтенант Ризе атаковал Дюэма в Мёдлингене, вынудив его отступить. Большие силы австрийской кавалерии достигли Гингена, чтобы перерезать отступление французов, но Дюэм, отбившись, сумел уйти на северо-запад, к Вайссенштайну, потеряв несколько сот пленными и два орудия. Ризе после первоначального успеха двинулся на запад, в Хайденхайм-ан-дер-Бренц, вместо того, чтобы прорваться в тыл французов, как и Маркантини, который дошёл до Альтенберга и Штауфена в трёх милях к юго-западу от позиции французов, но не пошёл дальше на Дишинген. Колонна Фрёлиха дошла только до Альбека, к северо-востоку от Ульма.
К вечеру эрцгерцог, не получивший никаких известий об успехах Ризе, приказал стать лагерем на месте сражения. То же сделали и французы.

## Результаты
Утром 12 августа французская армия всё ещё оставалась на своих позициях. Эрцгерцог Карл, не дождавшийся, что она отступит, отдал приказ своей армии отступать . Моро, обеспокоенный нехваткой артиллерийских боеприпасов, не преследовал и весь день оставался на своей позиции, ожидая подтверждения того, что австрийцы отходят за Дунай.
Австрийская армия переправилась через Дунай в Диллингене и Донаувёрте, разрушив все мосты за собой. Немного позже эрцгерцог отступил в Баварию за реку Лех.